# Bieglec
Jezioro Bieglec (biał. возера Бягле́ц, woziera Biagliec) – jezioro na Białorusi, w obwodzie witebskim, w rejonie głębockim, w dorzeczu rzeki Bereźwicy, na południowo-wschodnich obrzeżach miasta Głębokie

## Opis
Powierzchnia jeziora wynosi 0,07 km², długość 0,39 km, największa szerokość to 0,25 km. Długość linii brzegowej wynosi 1,05 km.
Na południowym wschodzie wpływa do jeziora strumień z jeziora Puścianiec, na północnym zachodzie wypływa potok do jeziora Kahalnego. Na północnym brzegu znajduje się boisko do siatkówki plażowej.